# Оттон II (герцог Баварії)
Оттон II (нім. Otto II von Northeim, бл. 1020 — 11 січня 1083) — герцог Баварії у 1061—1070 роках.

## Біографія

### Герцог Баварії
Походив з впливової та заможної східносаксонської родини, яка вела свій родовід від легендарного вождя Відукінда. Син Бернхарда, графа Нортгейму, та Ейліки. Народився близько 1020 року. Здобув класичну освіту середньовічного лицаря. Замолоду виявив адміністративний та військовий хист. Водночас відзначився хитрістю, підступністю та амбітністю. У 1040 році помер його батько. 1049 року отримав графство Нортгейм як Оттон I. 1050 року оженився на доньці герцога Оттона II Швабського. Того ж року було засновано замок Бентгайм, а Оттон отримав титул пана (гера) Бентгайма.
1061 року отримав від регентши Агнеси де Пуатьє герцогство Баварське. У 1062 році Оттон брав участь в державному заколоті, в результаті чого регентшу фактично було відсторонено від влади, а опікунами молодого німецького короля Генріха IV стали Анно II, архієпископ Кельна, Зігфрід I, архієпископ Майнцу, та Адальберт, архієпископ Бремена. У 1063 році за дорученням королівського уряду Оттон II провів успішний військовий похід до Угорщини, де відновив на тамтешньому троні Шоломона, який був заручений з сестрою Генріха IV.
У 1064 року за дорученням уряду рушив до Італії, де припинив розкол між папою римським Олександром II і антипапою Гонорієм II. Цим самим відбулося замирення з папським престолом. Після повернення до Німеччини сприяв Анно II і Зігфріду I щодо усунення з уряду надто впливового та амбітного Адальберта, архієпископа Бременського. З цього моменту політична вага Оттона II ще більше зросла.
Втім з 1065 року, коли опікунство скінчилося Генріх IV розпочав політику з відновлення імператорської влади. В цьому він стикнувся з великими світськими та духовними феодалами, яких підтримував Оттон II. Вплив останнього все ще був досить відчутним. У 1069 році здійснив два військові походи проти полабських слов'ян. Оттон II приділяв багато уваги розширенню своїх саксонських володінь, при цьому в значній мірі нехтував Баварським герцогством, що викликало невдоволення місцевої знаті.
Звинувачений у замаху на життя короля, він у 1070 році відмовився від Суду Божого в Госларі, за що був відданий опалі і позбавлений герцогства. Він пробував опиратися зброєю, для чого вступив в союз з Магнусом, герцогом Саксонії, проте вони зазнали поразки. Зрештою Оттон змушений був підкоритися. У 1072 році завдяки клопотанню Адальберта Бременського Оттона фон Нортгейма було випущено з в'язниці та частково повернуто його аллодіальні землі.

### Повстання проти імператора
Відмова імператора звільнити Магнуса, герцога Саксонського, викликало невдоволення серед тамтешньої знаті. Оттон фон Нортгейм вступив у змову з Вернером, архієпископом Магдебургу, та Бурхардом II, єпископом Хальберштадту. 1073 року став на чолі повстання, яке охопило Саксонію та Тюрингію. Генріх IV вимушений був тікати до Вормсу. Успішні дії Оттона змусили імператора у 1074 році укласти Герстунгенську угоду, за якою Нортгейм повертав собі Баварію, а саксонська знать отримувала привілеї. Втім, цю угоду не було зреалізовано, оскільки вже 1075 року почалися нові військові дії. 9 червня Оттон фон Нортгейм зазнав поразки від Генріха IV у битві поблизу Лангензальца. Разом з тим війська саксонців не були повністю знищені. Восени того ж року бойові дії поновилися. Втім, зважаючи на імператорську потугу, Оттон вдруге повинен був виявити покірність. Оттон фон Нортгейм отримав прощення. Згодом домігся такої довіри Генріха IV, що той доручив йому управління Саксонією.
У 1076 році після відлучення імператора від церкви почалося повстання у південній Німеччині. Тоді ж повстали саксонські аристократи. До них долучився Оттон фон Нортгейм. Він сприяв 1077 року обранню замість нього Рудольфа Швабського. У боротьбі між обома королями очолював саксонські війська, відзначивши у битвах при Меллріхштадті та Флархгеймі.
У жовтні 1080 році Генріх IV вторгається в Тюрінгії, дійшовши до річки Ельстер, але тут його наздогнав Рудольф Швабський разом з Оттоном, примусивши до битви на незручній заболоченій місцевості. 15 жовтня 1080 року в битві на річці Ельстер (поблизу Мерзебурга) Генріх зазнав поразки, але Рудольф Швабський втратив в бою праву руку і на наступний день помер. У таборі німецької опозиції спочатку не могли прийти до єдиної думки щодо нового кандидата, оскільки Оттон фон Нортгейм як кандидат на трон зіткнувся з опором південнонімецьких князів. Лише 6 серпня 1081 року було обрано нового антикороля, яким став граф Герман Зальмський. Втім Оттон підтримав останнього, брав участь у походах проти Генріха IV до самої смерті у 1083 році.

## Родина
Дружина — Ріхенза, донько Оттона II, герцога Швабії.
Діти:
- Генріх (1055—1101), маркграф Фризії
- Оттон (д/н—1116), граф Нортгейм
- Зігфрід (1050—1107), граф Бойнебург
- Куно (1050/1060–1103), граф Байхлінген
- Іда, дружина Тімона, графа Веттіна та Брени
- Етелінда (1050/1060—д/н), дружина Вельфа IV
- Матильда, дружина Конрада II фон Верль-Арнстед